# Where's My Bytches
Where's My Bytches Foi o quarto trabalho feito por Arabian Prince, antes de este ter parado de gravar. Foi o álbum mais bem sucedido do músico e foi também o mais polêmico, por ele entrar no estilo Gangsta Rap assim como os companheiros de seu antigo grupo o N.W.A. A música Tha Underworld apareceu em seu EP anterior o Tha Underworld Followed e ela é considerada a melhor faixa do álbum, com seu toque de medo e letras sofisticadas para a epoca de desenvolvimento do Rap nos Estados Unidos.[carece de fontes?]
esse é o único álbum de Arabian a trabalhar com os seus companheiros do N.W.A, o DJ Yella e o Eazy-E (logo ele volta a trabalhar com o DJ Yella, mas so em festas de Hip Hop) e trabalhar tambem com os membros do grupo Poetry 'N' Motion, DMD e Yahya Abdullah (Que foi maioria das músicas do álbum). (assim como aparece na música Gun Checka/ 187 Mode do álbum solo do grupo como retribuição)
Esse álbum não entrou na Billboard, pois o tema foi tido como muito forte pelo grupo de avaliação.[carece de fontes?]

## Músicas
1. "Where's My Bytches" (ft. Yahya Abdullah) - 1:24
2. "Ho's 2 Bozak" (ft. DMD) - 5:52
3. "Where Ya Been Bytch" (ft. DMD) - 5:18
4. "Gotta Get Some Pussy Quick" (ft. DMD) - 5:00
5. "Shoulda Stayed in My Bed" (ft. DMD) - 3:50
6. "2 Ply" (ft. DMD)  - 4:25
7. "Up 2 No Good" (ft. DMD) - 4:10
8. "Tha Underworld" (ft. DJ Yella) - 3:28
9. "Treat Ya Like a Ho" - 3:39
10. "Hoochie Momma" - 3:37
11. "Give It up Tonight" (ft. DMD)  - 4:04
12. "A Poem From a Pimp" - 6:01
13. "Sex" - 5:09
14. "A Little Jazz 4 Yo Azz" - 5:43
15. "Outro" - 1:14

## Formação
- Nancy Fletcher - Backing Vocals
- Paula Brown - Backing Vocals
- Side Show - Co-Produtor/Artista
- Arabian Prince - Artista/Co-Produtor
- That Guy - Produtor
- Mike "Crazy Neck" Simms - Guitarra
- DJ Yella - Produtor
- Eazy-E - Produtor Executivo
- DMD - Artista
- Yahya Abdullah - Produtor